# Piruvato deshidrogenasa cinasa
La piruvato deshidrogenasa cinasa (PDK) EC 2.7.11.2 es una enzima que cataliza la reacción de fosforilación de la piruvato deshidrogenasa-(acetil transferidora) (PDH). El ATP transfiere su grupo fosfato a la enzima dando lugar a la aparición de un ADP.
PDH + ATP {\displaystyle \rightleftharpoons } PDH-fosfato + ADP
Esta reacción inhibe el complejo piruvato deshidrogenasa actuando sobre la cadena alfa de la PDH, por tanto contribuye a la regulación del metabolismo de la glucosa. La localización celular de la enzima es la matriz mitocondrial.

## Estructura

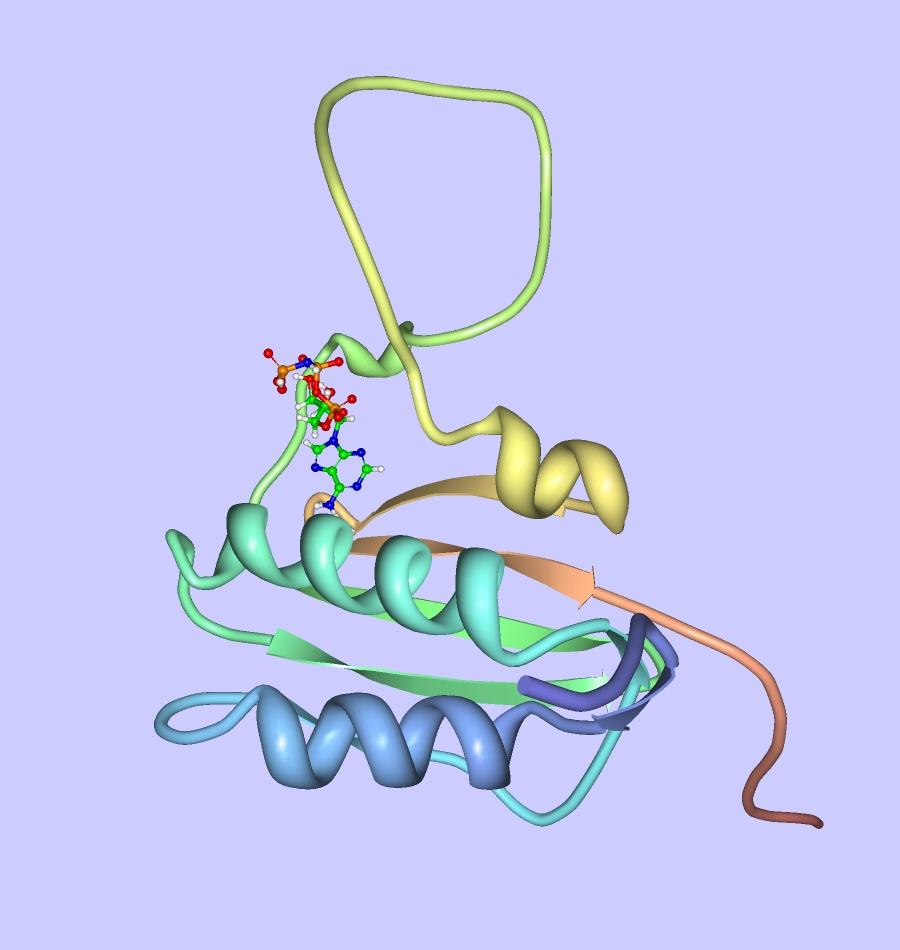
Núcleo catalítico de la HK. PDB 1BXD

Muchos sistemas de transducción de señal procariotas y unas pocas rutas metabólicas eucariotas utilizan esquemas de fosfotransferencia en los que participan dos componentes conservados. Una histidina proteína cinasa (HK) y una proteína reguladora de respuesta (RR). La HK, que es regulada por los estímulos ambientales, autofosforila un residuo histidina creando un grupo fosforilo de alta energía que posteriormente es transferido a un residuo aspartato en el dominio RR. La fosforilación induce un cambio conformacional en RR que resulta en la activación de un dominio asociado que efectúa la respuesta.
Tanto las HK's procariotas como las eucariotas contienen los mismos componentes de señalización básicos, a saber un dominio de diversos sensores y un núcleo cinasa altamente conservado que tiene un plegamiento único distinto del de la superfamilia de las cinasas Ser/Thr/Tyr. Las HKs sufren una autofosforilación dependiente del ATP en un residuo His conservado en el núcleo cinasa. La autofosforilación es una reacción bimolecular entre homodímeros, en la que un monómero HK cataliza la fosforilación en el residuo His conservado del segundo monómero.
Los dominios de sensores son variables en secuencia, reflejo de las diferentes señales ambientales a las que las HK's responden, en cambio el núcleo cinasa de aproximadamente 250 residuos está más conservado. El núcleo cinasa está compuesto de una dimerización de dominio y un dominio de fosfotransferencia ATP/ADP o dominio catalítico y puede ser identificado por cinco motivos conservados de secuencia primaria presentes tanto en HK's eucoriotas como procariotas. Estos motivos han sido llamados H, N, G1, F y G2 boxes. El sustrato His conservado es la característica principal de la H box, mientras que las N, G1, F y G2 boxes definen la hendidura para la unión del nucleótido. En muchas HK's, la H box es parte del dominio dimerizado. En cambio, para algunas proteínas, como la CheA, el His conservado está localizado en el N-terminal lejano de la proteína en un dominio HPt separado. Las N, G1, F y G2 boxes están usualmente contiguas, pero la separación entre estos motivos es variable. El núcleo catalítico forma un sándwich α-β consistente en cinco filamentos β antiparalelos y tres hélices α.

## Tipos de PDK's humanas

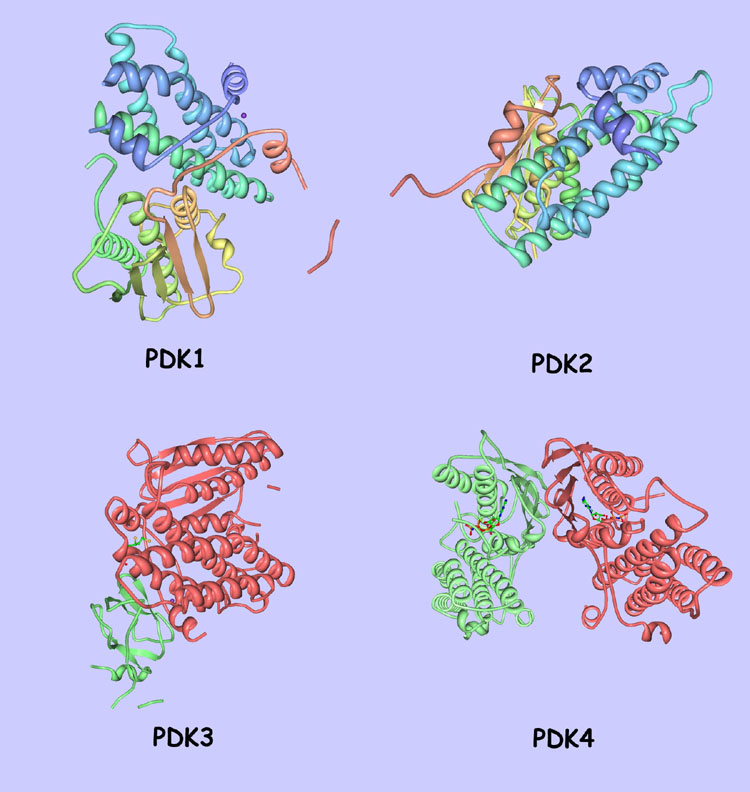
Isozimas PDK's humanas. PDB 2Q8F, 2BTZ, 1Y8N, 2E0A

Hasta la fecha se han caracterizado cuatro isozimas humanas de la piruvato deshidrogenasa cinasa. Todas ellas contienen un dominio histidina cinasa.
- Piruvato deshidrogenasa cinasa 1 (PDK1). Es una cadena de 436 aminoácidos y se expresa principalmente en el corazón.

- Piruvato deshidrogenasa cinasa 2 (PDK2). Es una cadena de 407 aminoácidos y se expresa en muchos tejidos: en un nivel alto en el corazón y músculo esquelético, en un nivel medio en el cerebro, riñones, páncreas e hígado, y en un nivel bajo en la placenta y pulmones.

- Piruvato deshidrogenasa cinasa 3 (PDK3). Es una cadena de 406 aminoácidos y se expresa casi exclusivamente en el corazón y músculo esquelético.

- Piruvato deshidrogenasa cinasa 4 (PDK4). Es una cadena de 411 aminoácidos y se expresa en todos los tejidos con los niveles más altos en el corazón y músculo esquelético.

## Regulación
La piruvato deshidrogenasa cinasa es estimulada por el ATP, NADH y acetil-CoA. En cambio es inhibida por el ADP, NAD+, CoA-SH y piruvato.
La PDK también es inhibida por el ácido dicloroacético que ha sido elegido como tratamiento para ciertas enfermedades metabólicas y está bajo investigación como tratamiento para el cáncer.